# ハードコア・シャード
ハードコア・シャードとは、多人数同時参加型オンラインロールプレイングゲーム（MMORPG）・ウルティマオンラインの上級者専用シャード。通常のシャードと異なり全てのファセットがフェルッカルールで運営される（トランメル・イルシェナー・マラス・徳之諸島・テルマーでも対人戦可など）。
またNPCにアイテムを売却するのが不可能な為、仲間との連携が重要になっている。
また一般シャードがスキル上昇システムとしてGGSを採用しているが2005年現在上級シャードではROTシステムを採用している。
上級シャードは2005年現在では、日本のMugen（ムゲン）米国のSiege Perilous（シージ・ペリラウス）の2シャードが存在する。